# Yañı Dünya
Yañı Dünya – tygodnik w języku krymskotatarskim wydawany w Symferopolu. Pierwszy numer ukazał się w 1918 roku w Moskwie. W latach 30. XX wieku zmienił nazwę na Qızıl Qırım. W latach 1944–1957 czasopismo nie ukazywało się. Od 1957 do 1991 roku wydawany pod tytułem Lenin Bayrağı. W 1991 roku wrócono do nazwy Yañı Dünya.

## Historia
Wydawanie gazety Yañı Dünya (pol. „Nowy Świat”) rozpoczęto w 1918 roku w Moskwie na podstawie dekretu Ludowego Komisariatu do spraw Narodowości. Pierwszym redaktorem naczelnym został turecki komunista Mustafa Suphi. W 1919 roku redakcję przeniesiono do Symferopola, a pod koniec lat trzydziestych XX wieku zmieniono nazwę na Qızıl Qırım (Czerwony Krym). Ostatni numer ukazał się 17 maja 1944 roku, dzień przed rozpoczęciem wysiedlania Tatarów krymskich w 1944 roku. Wydawanie gazety wznowiono w 1957 roku w Taszkencie pod nazwą Lenin Bayrağı (Flaga Lenina) jako organ Komitetu Centralnego Partii Komunistycznej Uzbeckiej SRR. W latach 70. XX wieku gazeta ukazywała się trzy razy w tygodniu w nakładzie 23 000 egzemplarzy. 
Od 1 stycznia 1991 roku gazeta jest ponownie wydawana w Symferopolu, a redakcja wróciła do starej nazwy Yani dyunya. W 2015 roku Zera Bekirova pełniąca przez sześć lat funkcję redaktorki naczelnej i część redaktorów zrezygnowało z pracy protestując przeciwko naciskom politycznym na redakcję gazety. Nowym redaktorem naczelnym został Seyran Suleyman. W 2018 roku gazeta obchodziła 100 lecie istnienia.